# W.A.B World Tour
W.A.B World Tour is een rondrit in familiepretpark Walibi Holland in Biddinghuizen. Hij is in 2000 gebouwd door SBF Visa en bevindt zich in Walibi Play Land. De attractie maakt een klein rondje langs bloembedden, en andere thematisatie. Als het rustig is wordt de ronde twee keer afgelegd; bij drukte één keer. De attractie heette van 2000 tot 2010 Toeter.
Afbeeldingen · Lijst van attracties